# Super Sentai
De Super Sentai Series (スーパー戦隊シリーズ, Sūpā Sentai Shirīzu) zijn een reeks live-action-superhelden-televisieseries die in Japan sinds 1975 worden uitgezonden. De series worden geproduceerd door Toei Company Ltd. en Bandai, en uitgezonden door TV Asahi. De series vallen onder het tokusatsu-genre.
Samen met de Kamen Rider-series en de Ultra-series behoort Super Sentai tot de populairste tokusatsureeksen in Japan. In 2006 verscheen ook een kaartspel gebaseerd op de serie, genaamd Rangers Strike.

## Term
Sentai is het Japanse woord voor een (militaire) strijdkracht. In de Tweede Wereldoorlog was dit ook term gebruikt voor Japanse troepen. Super Sentai betekent dan ook "Super strijdkracht". Deze naam werd gekozen omdat in de eerste Sentai serie de helden daadwerkelijk militairen waren.
De term Sentai wordt naast Super Sentai ook gebruikt voor andere series met een soortgelijk concept als Super Sentai.

## Geschiedenis

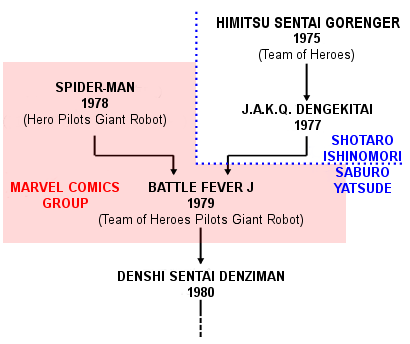
Overzicht van de evolutie van de Super Sentai-series. Rechts de series Goranger en J.A.K.Q. bedacht door Shotaro Ishinomori. Links de tokusatsuserie Spider-Man. Battle Fever J bevatte elementen van beide.

De eerste Sentaiserie was Himitsu Sentai Goranger, gemaakt door Shotaro Ishinomori (die ook de Kamen Rider-series bedacht). Dit was tevens de langste van alle Sentai series, met 84 afleveringen. De serie was een enorm succes en daarom bedacht Ishinomori een tweede serie genaamd J.A.K.Q.. Deze was echter minder populair en duurde daarom maar 35 afleveringen.
Na afloop van J.A.K.Q. besloot Toei samen te gaan werken met het Amerikaanse bedrijf Marvel Comics. Samen maakten ze een tokusatsuversie van Spider-Man. In deze serie beschikte de held over een enorme robot. Dit concept sloeg aan, en werd daarom ook overgenomen in het tweede samenwerkingsproject tussen Toei en Marvel: Battle Fever J. Battle Fever J combineerde elementen van Goranger en J.A.K.Q. met die van Spider-Man, startte de reeks van Super Sentai series. Nadien produceerde Toei nog twee Super Sentai-series in samenwerking met Marvel Comics; Denshi Sentai Denziman en Taiyou Sentai Sun Vulcan. Deze en latere Super Sentai-series werden allemaal geschreven door "Saburo Yatsude" (een pseudoniem gebruikt door verschillende scriptschrijvers van Toei). Tot op de dag van vandaag is Toei doorgegaan met jaarlijks een Super Sentai-serie te produceren.
Aanvankelijk werd Battle Fever J als de eerste serie in de lijn van Super Sentai-series beschouwd. Dit omdat het de eerste serie was die de term Super Sentai gebruikte en de eerste met een enorme robot. Pas in 1994 besloot Toei om Goranger en JAKQ voortaan ook tot de Super Sentai-series te rekenen.

## Opzet serie
Sentai-series bevatten over het algemeen een verhaal waarin de Aarde bedreigd wordt door een buitenaards of eeuwenoud kwaad. Om deze vijand te verslaan verkrijgt een groep individuen (meestal vijf) speciale krachten, magisch of technologisch. Deze krachten laten hen transformeren tot sterke vechters met kleurige vechtpakken (spandex in standaard kleuren: rood, blauw, groen, geel, roze, zwart en wit). Ze gebruiken vechtsport + geavanceerde wapens om deze vijanden te verslaan. Sinds de derde serie Battle Fever J hebben Sentai teams ook een of meer enorme robots ('Mecha' in Japan) de vijand mee te bevechten. Vaak zijn zowel de sentai als hun robots allemaal gebaseerd op een centraal thema.

## De Sentai-series
Een overzicht van alle Sentaiseries sinds 1975 volgt hieronder.
| Jaar      | Naam | Thema                                                            | Opmerkingen |
| --------- | --- | ---------------------------------------------------------------- | --- |
| 1975-1977 | Himitsu Sentai Goranger (Secret Squadron Five Ranger)                                                           |                                                                  | De eerste Sentai show. Tevens de eerste waarin een lid van het team halverwege de serie sterft en vervangen wordt door iemand anders.                                                                |
| 1977      | J.A.K.Q. Dengekitai (JAKQ Electric Shock Squad)                                                                 | Symbolen van speelkaarten (harten, ruiten, schoppen en klaver)   | De eerste serie met aan het begin maar vier leden en een vijfde die later in de serie erbij komt. |
| 1979      | Battle Fever J                                                                                                  | Vijf landen (Japan, Sovjet-Unie, Kenia, Frankrijk en VS).        | Eerste Super Sentai en eerste serie met een enorme robot. De eerste serie met een held in de kleur oranje.                                                                                           |
| 1980      | Denshi Sentai Denjiman (Electronic Squadron Electromagnetic Man)                                                |                                                                  | De eerste met de bekende ski-bril achtige helmen die alle latere Sentai teams ook hebben. |
| 1981      | Taiyou Sentai Sun Vulcan (Solar Squadron Sun Vulcan)                                                            | Landmacht, luchtmacht en marine                                  | De enige serie is een direct vervolg is op de vorige. Ook de enige serie met slechts drie teamleden. Tot dusver de enige Sentai serie waarin de leider halverwege werd vervangen door iemand anders. |
| 1982      | Dai Sentai Goggle V (Great Squadron Goggle Five)                                                                | Oude beschavingen.                                               | Enige Sentai waarin slechts drie van de vijf teamleden de robot besturen. |
| 1983      | Kagaku Sentai Dynaman (Science Squadron Dynaman)                                                                |                                                                  | Eerste Sentai team met spandex pakken. Enkele van de afleveringen werden in het Engels nagesynchroniseerd en uitgezonden in Amerika als parodie.                                                     |
| 1984      | Choudenshi Bioman (Super Electronic Bioman)                                                                     |                                                                  | Eerste team met twee vrouwelijke teamleden. Door velen beschouwd als een van de beste Sentai series vanwege de sterke verhaallijn en de voor die tijd geavanceerde speciale effecten.                |
| 1985      | Dengeki Sentai Changeman (Electric Shock Squadron Changeman)                                                    | Mythologische dieren.                                            | Eerste serie met een held in de kleur wit en de derde serie zonder geel teamlid. |
| 1986      | Choushinsei Flashman (Supernova Flashman)                                                                       |                                                                  | Eerste Sentai team met meer dan een robot. |
| 1987      | Hikari Sentai Maskman (Light Squadron Maskman)                                                                  | Verschillende vechtsporten en mystieke aura-energie.             | Eerste Sentai met een potentieel zesde teamlid, al kwam die in slechts een aflevering voor. |
| 1988      | Choujuu Sentai Liveman (Super-Beast Squadron Liveman)                                                           |                                                                  | Eerst Sentai team dat begon met een team van drie leden dat later werd uitgebreid naar vijf. De eerste waarbij twee losse robots combineerden tot een sterkere.                                      |
| 1989      | Kousoku Sentai Turboranger (High-Speed Squadron Turbo Ranger)                                                   | Sportauto's                                                      | Tienjarig jubileum Super Sentai (volgens Toei’s officiële telling, totdat Goranger en JAKQ ook tot de Sentai series werden gerekend).                                                                |
| 1990      | Chikyuu Sentai Fiveman (Terrestrial Squadron Fiveman)                                                           |                                                                  | Eerste team waarin alle leden broers en zussen van elkaar zijn. |
| 1991      | Choujin Sentai Jetman (Birdmen Squadron Jetman)                                                                 | Verschillende vogels.                                            | Wordt gezien als een van de succesvolste Sentai-series ooit. Werd later ook een manga van gemaakt.                                                                                                   |
| 1992      | Kyouryuu Sentai Zyuranger (Dinosaur Squadron Beast Ranger)                                                      | Dinosauriërs                                                     | Eerste Sentai team met een vast zesde teamlid dat later in de serie bij het team kwam. Ook de eerste Super Sentai die door Saban entertainment werd omgezet tot een Power Rangers serie.             |
| 1993      | Gosei Sentai Dairanger (Five-Star Squadron Great Ranger)                                                        | Chinese mythische dieren.                                        | |
| 1994      | Ninja Sentai Kakuranger (Ninja Squadron Hidden Ranger)                                                          | Ninja's                                                          | Eerste serie met een vrouwelijke teamleider. Ook de eerste waarin de Sentai zelf een soort enorme robots konden worden.                                                                              |
| 1995      | Chouriki Sentai Ohranger (Super-Power Squadron Overtech Hardware Ranger)                                        | Vijf geometrische symbolen en oude mystieke technologie.         | Ook de eerste Sentai sinds JAKQ waarin een team-up met het team van vorig jaar plaatsvond. |
| 1996      | Gekisou Sentai Carranger (Extreme Racing Squadron Car Ranger)                                                   | Auto's                                                           | Serie die diende als parodie op de Sentai series. |
| 1997      | Denji Sentai Megaranger (Electromagnetic Squadron Mega Ranger)                                                  | Elektronische apparaten                                          | De eerste met een zesde teamlid in een andere kleur dan de standaard zeven: zilver. |
| 1998      | Seijuu Sentai Gingaman (Star-Beast Squadron Galaxy Man)                                                         | Natuur en elementen vuur, wind, water, elektriciteit en bloemen. | |
| 1999      | Kyuukyuu Sentai GoGo-V (Rescue Squadron Go-Go Five)                                                             | Verschillende hulp- en reddingsinstanties                        | Tweede Sentai team met een team van broers en zussen. |
| 2000      | Mirai Sentai Timeranger (Future Squadron Time Ranger)                                                           | Tijdreizen en futuristische technologie                          | Eerste Sentai waarin het zesde teamlid een pak heeft in dezelfde kleur als een van de standaard vijf leden (rood).                                                                                   |
| 2001      | Hyakujuu Sentai Gaoranger (100 Beast Squadron Growl Ranger)                                                     | Natuur                                                           | 25-jarig jubileum Super Sentai. Bevatte ook een special waarin de teamleiders van alle voorgaande Sentai series voorkwamen.                                                                          |
| 2002      | Ninpuu Sentai Hurricaneger (Stealh-Wind Squadron Hurricane Ranger)                                              | Verschillende vormen van ninjutsu.                               | |
| 2003      | Bakuryuu Sentai Abaranger (Blast Dragon Squadron Outburst Ranger)                                               | Dinosauriërs                                                     | Tweede serie met oorspronkelijk maar vier leden en de eerste met een slechte Sentai die pas in de laatste aflevering zich bij de andere vier aansluit.                                               |
| 2004      | Tokusou Sentai Dekaranger (Special Investigation Squadron Detective Ranger/DecaRanger)                          | Speciale politie-eenheid                                         | Eerste team met een vast zevende teamlid en met drie extra Sentai die elk in een aflevering voorkwamen.                                                                                              |
| 2005      | Mahou Sentai Magiranger (Magical Squadron Magic Ranger)                                                         | Magie en het bovennatuurlijke                                    | Derde team bestaande uit broers en zussen en tweede team waarbij de helden zelf de Mecha worden. |
| 2006      | GoGo Sentai Boukenger (Thunderous Squadron Adventure Ranger)                                                    | Schatzoeken en avontuur                                          | 30-jarig jubileum Super Sentai. |
| 2007      | Juken Sentai Gekiranger (Beast Fist Squadron Gekiranger)                                                        | Mystieke gevechtskunst gebaseerd op dieren                       | |
| 2008      | Engine Sentai Go-onger (Engine Squadron Go-onger)                                                               | ecologie en de motorindustrie.                                   | |
| 2009      | Samurai Sentai Shinkenger (Samurai Squadron Shikenger)                                                          | Samoerai, met dieren, klassieke elementen en kanji als motief.   | Eerste serie met een cross-over met Kamen Rider, en eerste serie met een vrouwelijk teamlid in de kleur rood.                                                                                        |
| 2010      | Tensou Sentai Goseiger (Celestial Clothing Squadron Goseiger)                                                   | Beschermengelen                                                  | |
| 2011      | Kaizoku Sentai Gokaiger (Pirate Squadron Gokaiger)                                                              | Piraten                                                          | 35-jarig jubileum van Super Sentai. Eerste serie sinds Sun Vulcan waarin referenties naar voorgaande series zijn verwerkt.                                                                           |
| 2012      | Tokumei Sentai Go-Busters (Special Operations Squadron Go-Busters)                                              | Spionage                                                         | Laagste kijkcijfers van alle Sentai-series |
| 2013      | Zyuden Sentai Kyoryuger (Beast Power Squadron Kyoryuger)                                                        | Dinosaurussen en muziekgenres (carnaval gebaseerd)               | Dit Team krijg ook nog een dinosaurus team-up met Kyouryuu Sentai Zyuranger & Bakuryuu Sentai Abaranger                                                                                              |
| 2014      | Ressha Sentai ToQger (Train Squadron ToQger)                                                                    | Treinen                                                          | Het tweede Super Sentai-team met een oranje teamlid die zich later bij de serie Super Sentai voegt.                                                                                                  |
| 2015      | Shuriken Sentai Ninninger (Shuriken Squadron Ninninger)                                                         | Ninja Wapen Shuriken (Werpsterren)                               | Het derde Super Sentai-team met een ninja gebaseerd thema en het eerst team met standaard 5 leden zonder de kleuren groen en zwart                                                                   |
| 2016      | Doubutsu Sentai Zyuohger (Animal Squadron Zyuohger)                                                             | Dieren, Morphers ZyuoCubes (BlokTelefoons)                       | 40-jarig jubileum van Super Sentai. |
| 2017      | Uchú Sentai Kyuranger (Space Squadron Kyuranger)                                                                | Sterrenbeelden                                                   | Eerste Sentai met twaalf Sentai. |
| 2018      | Kaitou Sentai Lupinranger vs Keisatsu Sentai Patranger (Pirate Squadron Lupinranger vs Police Sentai Patranger) | Pirate and Police                                                | Lupin vs Cops Sentai. |
| 2019      | Kishiryu Sentai Ryusoulger (Dinosaurs Squadron Ryusoulger)                                                      | Dinosaurs                                                        | Dino Knights Sentai. |
| 2020      | Mashin Sentai Kiramager (Crystal Squadron Kiramger)                                                             | Crystal                                                          | Diamond Sentai. |
| 2021      | Kikai Sentai Zenkaiger (Machine Squadron Zenkaiger)                                                             | Machine World                                                    | 45-jarig jubileum van Super Sentai. |
| 2022      | Avataro Sentai Donbrothers (Avataro Squadron Donbrothers)                                                       | Momotaro                                                         | Legend Sentai. |
| 2023      | Ohsama Sentai King-Ohger (Ohsama Squadron King-Ohger)                                                           | Insect                                                           | Beetle Sentai. |
| 2024      | Bakuage Sentai Boonboomger (Bakuage Squadron Boonboomger)                                                       | Racing                                                           | Vehicles Sentai. |
| 2025      | No.1 Sentai Gozyuger (No.1 Squadron Gozyuger)                                                                   | Animal                                                           | 50-jarig jubileum van Super Sentai. |

## Achtergrond

### Kostuums
Kenmerkend voor een Sentai serie aan kostuums zijn:
- spandex pak bestaande uit laarzen, handschoenen, lichaamsbedekking en een riem.
- helm die het gehele hoofd bedekt, en met een skibrilachtig vizier.

Dit is niet altijd zo geweest. Gedurende de eerste paar series waren de kostuums gemaakt van andere stof dan spandex, hadden de helmen een ander vizier, en hadden de kostuums vaak capes of sjaals als extra. De huidige helmen maakten hun debuut in Denshi Sentai Denziman, en de spandax kostuums in Kagaku Sentai Dynaman.
Sommige Sentai, meestal de extra teamleden, dragen ook een soort torsopantser of andere gepantserde kostuums.
De standaard zeven kleuren van de kostuums in een Super Sentai serie zijn:
- Rood: rood is naast blauw de enige kleur die tot nu toe in alle Sentai series voorkomt. De Rode Sentai is altijd een man, met tot nu toe een uitzondering in de serie Samurai Sentai Shinkenger. Hij is tevens meestal de leider van het team.
- Blauw: de andere kleur die tot nu toe in elke Sentai serie voorkomt. De blauwe Sentai kan zowel een man als vrouw zijn.
- Geel: de op een na meest gebruikte kleur; de enige series zonder een teamlid in de kleur geel zijn Battle Fever J, Changeman en Kyoryuger. De gele Sentai kan ook zowel een man als vrouw zijn.
- Roze: na geel de meest voorkomende kleur. De roze sentai is altijd een vrouw.
- Groen & zwart: twee kleuren die ongeveer evenveel voorkomen. In de eerdere Sentai series wisselden deze twee elkaar om het seizoen af, en in de weinige seizoen waarin ze wel samen voorkomen is een van beide meestal een speciaal teamlide dat pas later bij het team komt. Alleen in Liveman , Go-Onger en Kyoryuger zijn ze allebei aanwezig in het hoofdteam. De groene en zwarte Sentai zijn altijd mannen.
- Wit: wit is een van de minder voorkomende kleuren. Deze werd voor het eerst gebruikt in Changeman. Wit kan zowel een man als vrouw zijn. Tot aan Mahou Sentai Magiranger was een vrouwelijke witte Sentai altijd een lid van het hoofdteam (meestal als vervanger van een roze sentai) en een mannelijke witte Sentai een zesde of speciaal teamlid. Magimother in de serie Mahou Sentai Magiranger was de eerste vrouwelijke witte Sentai die geen lid was van het hoofdteam.

Naast de zeven hoofdkleuren zijn er ook nog enkele "speciale" kleuren die maar zelden voorkomen in een Sentai Serie. Voorbeelden hiervan zijn Goud, Zilver en Oranje.
Een overzicht van het aantal kleuren per Sentai serie:
| #  | Super Sentai               | Rood | Blauw | Geel | Groen | Roze | Zwart | Wit | Overig |
| -- | -------------------------- | ---- | ----- | ---- | ----- | ---- | ----- | --- | ------ |
| 1  | Himitsu Sentai Goranger    | ✔    | ✔     | ✔    | ✔     | ✔    |       |     |        |
| 2  | J.A.K.Q. Dengekitai        | ✔    | ✔     |      | ✔     | ✔    |       | ✔   |        |
| 3  | Battle Fever J             | ✔    | ✔     |      |       | ✔    | ✔     |     | ✔      |
| 4  | Denshi Sentai Denjiman     | ✔    | ✔     | ✔    | ✔     | ✔    |       |     |        |
| 5  | Taiyou Sentai Sun Vulcan   | ✔    | ✔     | ✔    |       |      |       |     |        |
| 6  | Dai Sentai Goggle V        | ✔    | ✔     | ✔    |       | ✔    | ✔     |     |        |
| 7  | Kagaku Sentai Dynaman      | ✔    | ✔     | ✔    |       | ✔    | ✔     |     |        |
| 8  | Choudenshi Bioman          | ✔    | ✔     | ✔    | ✔     | ✔    |       |     |        |
| 9  | Dengeki Sentai Changeman   | ✔    | ✔     |      |       | ✔    | ✔     | ✔   |        |
| 10 | Choushinsei Flashman       | ✔    | ✔     | ✔    | ✔     | ✔    |       |     |        |
| 11 | Hikari Sentai Maskman      | ✔    | ✔     | ✔    |       | ✔    | ✔     |     |        |
| 12 | Choujuu Sentai Liveman     | ✔    | ✔     | ✔    | ✔     |      | ✔     |     |        |
| 13 | Kousoku Sentai Turboranger | ✔    | ✔     | ✔    |       | ✔    | ✔     |     |        |
| 14 | Chikyuu Sentai Fiveman     | ✔    | ✔     | ✔    |       | ✔    | ✔     |     |        |
| 15 | Choujin Sentai Jetman      | ✔    | ✔     | ✔    |       |      | ✔     | ✔   |        |
| 16 | Kyouryuu Sentai Zyuranger  | ✔    | ✔     | ✔    | ✔     | ✔    | ✔     |     |        |
| 17 | Gosei Sentai Dairanger     | ✔    | ✔     | ✔    | ✔     | ✔    |       | ✔   |        |
| 18 | Ninja Sentai Kakuranger    | ✔    | ✔     | ✔    |       |      | ✔     | ✔   |        |
| 19 | Chouriki Sentai Ohranger   | ✔    | ✔     | ✔    | ✔     | ✔    |       |     | ✔      |
| 20 | Gekisou Sentai Carranger   | ✔    | ✔     | ✔    | ✔     | ✔    |       |     |        |
| 21 | Denji Sentai Megaranger    | ✔    | ✔     | ✔    |       | ✔    | ✔     |     | ✔      |
| 22 | Seijuu Sentai Gingaman     | ✔    | ✔     | ✔    | ✔     | ✔    |       |     |        |
| 23 | Kyuukyuu Sentai GoGo-V     | ✔    | ✔     | ✔    | ✔     | ✔    |       |     |        |
| 24 | Mirai Sentai Timeranger    | ✔    | ✔     | ✔    | ✔     | ✔    |       |     |        |
| 25 | Hyakujuu Sentai Gaoranger  | ✔    | ✔     | ✔    |       |      | ✔     | ✔   | ✔      |
| 26 | Ninpuu Sentai Hurricaneger | ✔    | ✔     | ✔    | ✔     |      |       |     | ✔ (2x) |
| 27 | Bakuryuu Sentai Abaranger  | ✔    | ✔     | ✔    |       |      | ✔     | ✔   |        |
| 28 | Tokusou Sentai Dekaranger  | ✔    | ✔     | ✔    | ✔     | ✔    | ✔     | ✔   | ✔ (3x) |
| 29 | Mahou Sentai Magiranger    | ✔    | ✔     | ✔    | ✔     | ✔    |       | ✔   | ✔      |
| 30 | GoGo Sentai Boukenger      | ✔    | ✔     | ✔    |       | ✔    | ✔     |     | ✔      |
| 31 | Jūken Sentai Gekiranger    | ✔    | ✔     | ✔    |       |      |       |     | ✔ (2x) |
| 32 | Engine Sentai Go-onger     | ✔    | ✔     | ✔    | ✔     |      | ✔     |     | ✔ (2x) |
| 33 | Samurai Sentai Shinkenger  | ✔    | ✔     | ✔    | ✔     | ✔    |       |     | ✔      |
| 34 | Tensou Sentai Goseiger     | ✔    | ✔     | ✔    |       | ✔    | ✔     |     | ✔      |
| 35 | Kaizoku Sentai Gokaiger *  | ✔    | ✔     | ✔    | ✔     | ✔    |       |     | ✔      |
| 36 | Tokumei Sentai Go-Busters  | ✔    | ✔     | ✔    |       |      |       |     | ✔ (2x) |
| 37 | Zyuden Sentai Kyoryuger    | ✔    | ✔     |      | ✔     | ✔    | ✔     |     | ✔ (5x) |
| 38 | Ressha Sentai ToQger       | ✔    | ✔     | ✔    | ✔     | ✔    |       |     | ✔      |
| 39 | Shuriken Sentai Ninninger  | ✔    | ✔     | ✔    |       | ✔    |       | ✔   | ✔      |
| 40 | Doubutsu Sentai Zyuohger   | ✔    | ✔     | ✔    | ✔     |      |       | ✔   | ✔ (2x) |

*Omdat de Gokaigers ook in alle voorgaande Sentai kunnen veranderen, komen technisch gezien alle kleuren in de serie voor.

### Robots
Wat de Super Sentai-series onderscheidt van andere tokusatsuseries van Toei, is dat de helden dezelfde tegenstander vaak twee keer bevechten; een keer gewoon en een keer op enorm formaat met behulp van een robot. Dit idee kwam oorspronkelijk uit de Japanse versie van Spider-Man. Battle Fever J was de eerste Super Sentai waarin dit werd toegepast, en sindsdien heeft elk Sentai team wel een of meer robots, in de serie over het algemeen Mecha genoemd. De complexiteit en het aantal van deze robots is in de loop der jaren sterk toegenomen. Een overzicht van de ontwikkeling van de Sentai robots:
- Battle Fever J was de eerste met een enorme robot (Battle Fever Robo).
- Denjiman was de eerste met een transformerende robot (hun schip DenjiFighter veranderde in Daidenjin).
- Sun Vulcan was de eerste met een robot die uit losse machines bestond, welke met elkaar combineerden om een robot te vormen.
- Flashman was de eerste serie waarin het team over een tweede robot beschikte.
- Maskman was de eerste Sentai serie waarin alle vijf teamleden hun eigen Mecha hadden, en de eerste met een robot die uit vijf onderdelen bestond. Voor die tijd deelden vaak twee of drie teamleden een Mecha.
- Liveman had de eerste robot die combineerde uit twee andere robots.
- Turboranger was de eerste serie waarin de basis waar de Mecha stonden zelf ook een robot kon worden.
- Jetmen was de eerste met een derde robot die ook kon veranderen in een wapen voor de andere twee robots.
- Zyuranger was de eerste met levende en pratende Mecha.
- Dairanger was de eerste met een extra grote robot (twee keer groter dan de normale).
- Kakuranger was de eerste serie waarin de helden zelf hun Mecha konden worden. Het was ook de eerste serie waain het team beschikte over twee robots die elk uit vijf losse machines bestonden
- Gingaman was de eerste serie waarin een van de helden (BullBlack) zelf tot enorm formaat kon groeien en combineren met een Mecha.
- In Timeranger konden de vijf Mecha drie verschillende combinaties vormen.
- Gaoranger was de eerste met een enorm arsenaal aan mecha die allemaal verschillende combinaties konden vormen.
- Hurricaneger was de eerste serie waarin de drie robots over een groot arsenaal van onderling uitwisselbare wapens beschikten.
- Magiranger was de eerste serie waarin de helden niet alleen zelf hun Mecha konden worden, maar ook als mecha konden combineren.

### Continuïteit
Elke Sentai serie wordt behandeld als een opzichzelfstaande productie met een eigen verhaal, een volledig nieuwe cast en personages. Binnen een serie komen geen personages uit een eerdere serie voor en er wordt ook niet gerefereerd aan gebeurtenissen uit een voorgaande serie. Tot nu toe zijn er slechts 2 uitzondering hierop geweest. De eerste is Sun Vulcan, welke een direct vervolg vormt op Denjiman. De tweede is Kaizoku Sentai Gokaiger, waarin de protagonisten beschikking hebben over de krachten van alle voorgaande Super Sentai-teams.
Sinds Ohranger wordt van Sentaiserie wel een special gemaakt waarin het Sentai team van dat jaar het Sentai team van het jaar daarvoor ontmoet. Dit gebeurde al eerder in "Goranger VS J.A.K.Q", maar sinds Ohranger is het een jaarlijkse traditie. Deze specials worden door de meeste fans echter niet gezien als officieel onderdeel van de verhaallijn uit de serie waar ze bijhoren, mede omdat in de serie zelf niet wordt gerefereerd aan de gebeurtenissen uit deze special.

## Distributie buiten Japan
- Veel Sentai series zijn (al dan niet nagesynchroniseerd) uitgezonden in andere landen dan Japan. In Europa werden veel series in de jaren 80 en 90 uitgezonden in Frankrijk.
- In 1993 begon het Amerikaanse bedrijf Saban entertainment beeldmateriaal van de Sentai series te gebruiken om een Amerikaanse serie met hetzelfde concept als Sentai te maken. Deze serie is bekend als Power Rangers. Sinds 2003 heeft Disney deze productie overgenomen. In 2009 werd door Disney gestopt met de productie van Power Rangers, maar in 2010 kocht Saban de franchise terug met het plan in 2011 de serie te hervatten.
- In Frankrijk werd de serie Jushi Sentai France Five gemaakt, die hetzelfde concept heeft als Super Sentai.
- In Thailand verscheen in 2006 de serie Sport Ranger, die ook duidelijk op Super Sentai is gebaseerd.